# 102 v. Chr.
Portal Geschichte | Portal Biografien | Aktuelle Ereignisse | Jahreskalender | Tagesartikel

◄ |
3. Jahrhundert v. Chr. |
2. Jahrhundert v. Chr. |
1. Jahrhundert v. Chr. |
►

◄ | 120er v. Chr. | 110er v. Chr. | 100er v. Chr. | 90er v. Chr. |
80er v. Chr. |
►

◄◄ | ◄ | 105 v. Chr. | 104 v. Chr. | 103 v. Chr. | 102 v. Chr. |
101 v. Chr. |
100 v. Chr. |
99 v. Chr. |
► |
►►
Staatsoberhäupter

## Ereignisse

### Politik und Weltgeschehen

#### Römisches Reich/Germanen
- Gaius Marius übt sein viertes Consulat in Folge gemeinsam mit Quintus Lutatius Catulus aus.
- Kimbernkriege: In der Schlacht von Aquae Sextiae, dem heutigen Aix-en-Provence (Südfrankreich), werden die Teutonen und Ambronen unter Teutobod von Gaius Marius vernichtend geschlagen. Der Furor teutonicus ist damit zu Ende. Die Kimbern stellen jedoch weiterhin eine Bedrohung für das Römische Reich dar.
- Der ehemalige Konsul Gaius Flavius Fimbria wird von Marcus Gratidius wegen Erpressungen im Zuge seiner Provinzverwaltung angeklagt, jedoch freigesprochen.
- Marcus Antonius Orator wird zum Praetor mit prokonsularischen Vollmachten für die Provinz Kilikien gewählt. Während seiner Amtszeit im Osten bekämpft Antonius die Piraten mit so großem Erfolg, dass der Senat ihm einen Triumphzug gewährt. Sein Freund Marcus Gratidius kommt im Kampf gegen die Piraten ums Leben.

#### Kaiserreich China
- Kriegszug des chinesischen Kaisers Han Wudi über das Tarimbecken bis ins Ferghanatal (bis 101 v. Chr.)

## Geboren
- Quintus Tullius Cicero, römischer Politiker († 43 v. Chr.)
- um 102 v. Chr.: Lucius Marcius Philippus, römischer Politiker († nach 43 v. Chr.)

## Gestorben
- Marcus Gratidius, römischer Politiker und Redner